# Kissworld Tour
Kissworld Tour è stato un tour intrapreso dalla band hard rock americana Kiss. Il tour segnò il ritorno dei costumi usati nel 1982, ma vennero precedentemente visti nella sesta Kiss Kruise. È iniziato il 1º maggio 2017 a Mosca, in Russia e si è concluso a Viveiro, in Spagna, il 14 luglio 2018.
Nel programma del tour finale della band, sia Tommy Thayer che Eric Singer hanno riflettuto su questo:
(Tommy Thayer, 2019)
(Eric Singer, 2019)

## Recensioni
Ben Siegel del The Buffalo News descrisse il concerto a Niagara Falls come: "Questi ragazzi sono intrattenitori pazzi. Sono intensi. Sono infiammabili. La bocca di Simmons e quella sua famigerata lingua lunga gocciolano di sangue (da palcoscenico) Possiedono questo genere di hard rock. L'hanno inventato loro".

## Artisti d'apertura
- RavenEye = 1[5][6][7][8][9]
- The Dives = 2[10]

## Date
| Data              | Città         | Stato           | Luogo                                | Artisti d'apertura | Biglietti venduti / Biglietti disponibili | Incasso     |
| Europa            | Europa        | Europa          | Europa                               | Europa             | Europa                                    | Europa      |
| ----------------- | ------------- | --------------- | ------------------------------------ | ------------------ | ----------------------------------------- | ----------- |
| 1 maggio 2017     | Mosca         | Russia          | Olimpiyskiy Arena                    | 1                  | N.D.                                      | N.D.        |
| 4 maggio 2017     | Helsinki      | Finlandia       | Hartwall Arena                       | 1                  | 15 500 / 15 500                           | N.D.        |
| 6 maggio 2017     | Stoccolma     | Svezia          | Tele2 Arena                          | 1                  | 23 929 / 26 234                           | $1 801 159  |
| 7 maggio 2017     | Oslo          | Norvegia        | Oslo Spektrum                        | 1                  | ~8 000 / 10 000                           | N.D.        |
| 9 maggio 2017     | Horsens       | Danimarca       | Forum Horsens                        | 1                  | ~4 000 / 7 500                            | N.D.        |
| 10 maggio 2017    | Göteborg      | Svezia          | Scandinavium                         | 1                  | 12 000 / 12 000                           | N.D.        |
| 12 maggio 2017    | Dortmund      | Germania        | Westfalenhalle                       | 1                  | 14 500 / 14 500                           | N.D.        |
| 13 maggio 2017    | Stoccarda     | Germania        | Schleyerhalle                        | 1                  | 12 000 / 12 000                           | N.D.        |
| 15 maggio 2017    | Torino        | Italia          | Pala Alpitour                        | 1                  | N.D.                                      | N.D.        |
| 16 maggio 2017    | Bologna       | Italia          | Unipol Arena                         | 1                  | N.D.                                      | N.D.        |
| 18 maggio 2017    | Monaco        | Germania        | Olympiahalle                         | 1                  | N.D.                                      | N.D.        |
| 20 maggio 2017    | Brno          | Repubblica Ceca | Brno Exhibition Centre               | 1                  | ~24 000                                   | N.D.        |
| 21 maggio 2017    | Vienna        | Austria         | Wiener Stadthalle                    | 1                  | ~11 000 / 16 157                          | N.D.        |
| 23 maggio 2017    | Francoforte   | Germania        | Festhalle Frankfurt                  | 1                  | N.D.                                      | N.D.        |
| 24 maggio 2017    | Rotterdam     | Paesi Bassi     | Rotterdam Ahoy                       | 1                  | 10 110 / 10 945                           | $744 926    |
| 27 maggio 2017    | Glasgow       | Scozia          | The SSE Hydro                        | 2                  | 9 674 / 10 450                            | $679 246    |
| 28 maggio 2017    | Birmingham    | Inghilterra     | Barclaycard Arena                    | 2                  | 10 859 / 14 423                           | $780 374    |
| 31 maggio 2017    | Londra        | Inghilterra     | The O2 Arena                         | 2                  | 12 744 / 17 215                           | $859 691    |
| Nord America      |               |                 |                                      |                    |                                           |             |
| 14 luglio 2017    | Bridgeview    | Stati Uniti     | Chicago Open Air                     | N.D.               | 67 764 / 75 399                           | $2 969 301  |
| 15 luglio 2017    | Hinckley      | Stati Uniti     | Grand Casino Hinckley Amphitheater   | N.D.               | N.D.                                      | N.D.        |
| 18 agosto 2017    | Orillia       | Canada          | Casino Rama                          | N.D.               | N.D.                                      | N.D.        |
| 19 agosto 2017    | Niagara Falls | Stati Uniti     | Seneca Niagara Casino & Hotel        | N.D.               | N.D.                                      | N.D.        |
| 20 agosto 2017    | Aurora        | Stati Uniti     | RiverEdge Park                       | N.D.               | N.D.                                      | N.D.        |
| 26 settembre 2017 | Sugar Land    | Stati Uniti     | Smart Financial Centre at Sugar Land | N.D.               | 3 805 / 5 434                             | $406 016    |
| 27 settembre 2017 | Irving        | Stati Uniti     | The Pavilion at Toyota Music Factory | N.D.               | 5 677 / 6 047                             | $377 407    |
| 28 settembre 2017 | Rogers        | Stati Uniti     | Walmart Arkansas Music Pavilion      | N.D.               | N.D.                                      | N.D.        |
| 30 settembre 2017 | Gretna        | Stati Uniti     | Gretna Heritage Festival             | N.D.               | ~10 000                                   | N.D.        |
| Europa            |               |                 |                                      |                    |                                           |             |
| 7 luglio 2018     | Barcellona    | Spagna          | Barcelona Rock Fest                  | N.D.               | 24 760 / 30 000                           | $4 193 569  |
| 8 luglio 2018     | Madrid        | Spagna          | WiZink Center                        | N.D.               | 10 770 / 15 091                           | $2 373 218  |
| 10 luglio 2018    | Lisbona       | Portogallo      | Oeiras Municipal Stadium             | N.D.               | N.D.                                      | N.D.        |
| 12 luglio 2018    | Cordova       | Spagna          | Plaza De Toros                       | N.D.               | N.D.                                      | N.D.        |
| 14 luglio 2018    | Viveiro       | Spagna          | Resurrection Festival                | N.D.               | ~40 000                                   | N.D.        |
| Totale            | Totale        | Totale          | Totale                               | Totale             | ~330 592                                  | $15 184 907 |

### Spettacoli cancellati
| Data           | Città      | Stato       | Motivo                  |
| -------------- | ---------- | ----------- | ----------------------- |
| 30 maggio 2017 | Manchester | Inghilterra | Attentato di Manchester |

## Scaletta

### Scaletta Europea del 2017
1. Deuce
2. Shout It Out Loud
3. Lick It Up
4. I Love It Loud
5. Firehouse
6. Shock Me
7. Flaming Youth
8. God Of Thunder
9. Crazy Crazy Nights
10. War Machine
11. Say Yeah
12. Psycho Circus
13. Black Diamond
14. Rock And Roll All Nite

Bis
1. I Was Made For Lovin' You
2. Detroit Rock City

### Scaletta Nordamericana
1. Deuce
2. Shout It Out Loud
3. Lick It Up
4. I Love It Loud
5. Love Gun
6. Firehouse
7. Shock Me
8. Flaming Youth
9. God Of Thunder
10. Say Yeah
11. War Machine
12. Psycho Circus
13. Black Diamond
14. Rock And Roll All Nite

Bis
1. Cold Gin
2. Detroit Rock City

### Scaletta Europea del 2018
1. Deuce
2. Shout It Out Loud
3. War Machine
4. Firehouse
5. Shock Me
6. Say Yeah
7. I Love It Loud
8. Flaming Youth
9. Calling Dr. Love
10. Lick It Up
11. God Of Thunder
12. I Was Made For Lovin' You
13. Love Gun
14. Black Diamond

Bis
1. Cold Gin
2. Detroit Rock City
3. Rock And Roll All Nite

## Formazione
- Paul Stanley - chitarra ritmica, voce
- Gene Simmons - basso, voce
- Tommy Thayer - chitarra solista, voce
- Eric Singer - batteria, voce